# Jesper Strudsholm
Jesper Strudsholm (født i 1961) er dansk journalist og arkitekt.
Journalist for blandt andre Det Fri Aktuelt (1987-94), Berlingske (1994-95) og Politiken (15 år som Afrikakorrespondent, bosat i Sydafrika 1995-2010) samt freelance for DR og TV 2.
Programme Manager for International Media Support i Zimbabwe (2010-13) og ekstern lektor på Danmarks Medie- og Journalisthøjskole i konfliktjournalistik og international politik (siden 2003)
Selvstændig arkitekt og journalist med firmaet Talking Spaces siden 2014.
Forfatter til bøgerne Junglen er kun en drøm (1993) om regnskovsdebatten, Undskyld, hvor er den hvide kø (1994) om Sydafrikas overgang til demokrati, Reality Bites (2004) med reportager fra Afrika, Turen går til en mindre skæv verden (2006) om 2015-målene for udvikling samt Storyteller(2008), en biografi om Jørgen Poulsen, Dansk Røde Kors.
Modtager af danske ulandsjournalisters pris Nairobi-prisen 2007 .

## Reference
1. ↑  "Om Nairobiprisen". Arkiveret fra originalen 25. marts 2015. Hentet 10. oktober 2010.

http://www.nairobi-klubben.dk/9332/Nairobiprisen Arkiveret 25. marts 2015 hos  Wayback Machine